# غار ظلام
غار ظلام أو كهف الظلام (اسم عائلة في القرن الخامس عشر)، هو كهف بطول 144 مترا، يقع في ضواحي بيرزبوجة في مالطا. يحتوي الكهف على بقايا عظام لحيوانات تقطعت بها السبل وانقرضت بعد ذلك في مالطا في نهاية العصر الجليدي الأخير الأقصى. وقد أُعير اسمه إلى مرحلة غار ظلام في عصور ما قبل التاريخ المالطية، ويُنظر إليه على أنه واحد من أهم المعالم الوطنية في مالطا. وجدت فيه قطع فخارية، ولكن تفتقر إلى التفاصيل مثل زينة الطوابع.
تم العثور على رواسب عظام الفيل القزم وفرس النهر والبجع العملاق والغزلان والدببة من مختلف الأعمار؛ انقرض فرس النهر منذ حوالي 10000 عام، بينما انقرضت أنواع الغزلان بعد ذلك بكثير، منذ حوالي 4000 عام خلال العصر الحجري النحاسي. ومن هنا أيضًا تم اكتشاف أقدم دليل على الاستيطان البشري في مالطا، منذ حوالي 7400 عام.

## التاريخ الحديث

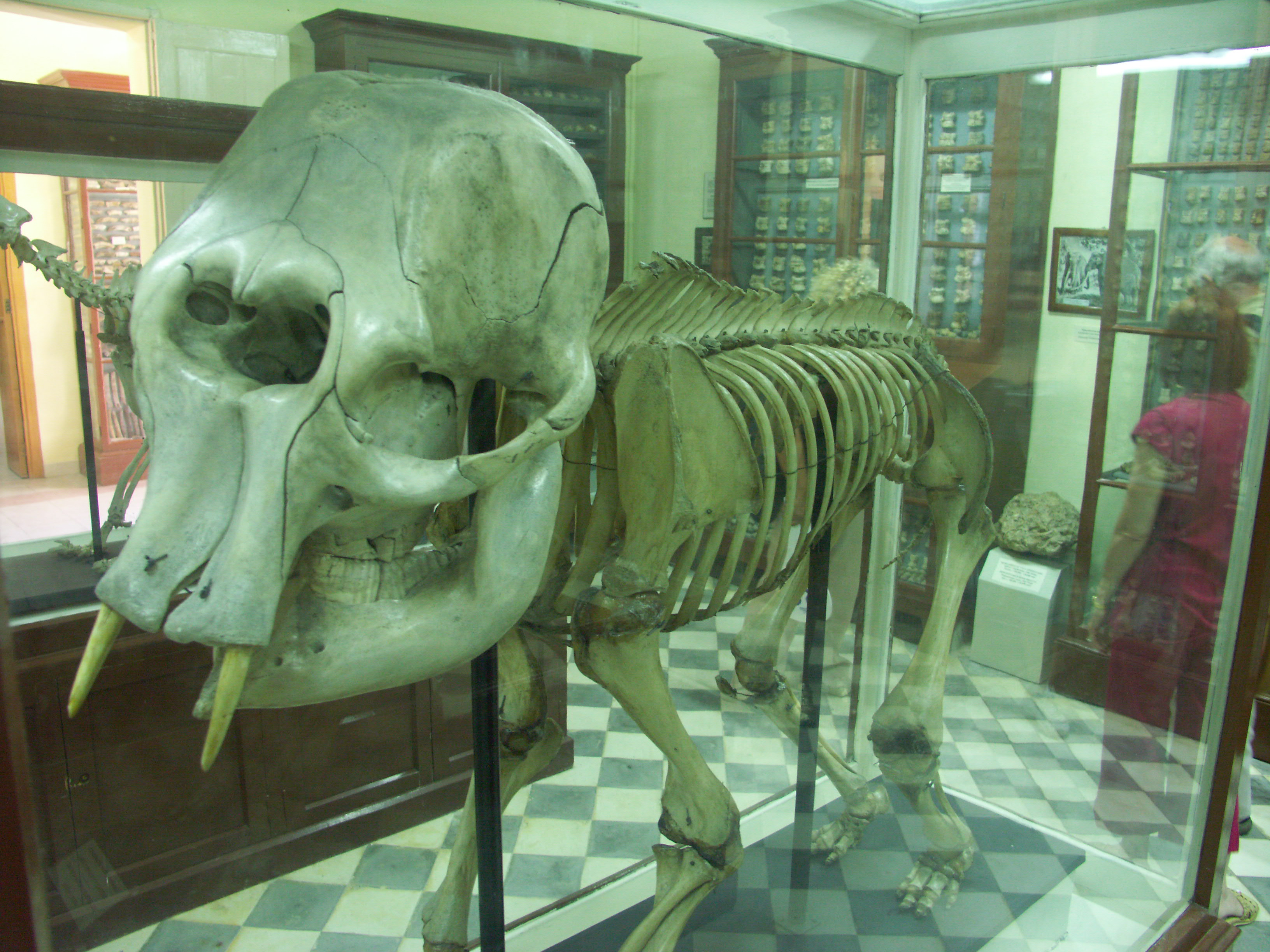
هيكل عظمي لفيل أفريقي صغير في المتحف

تم فحص الكهف لأول مرة بحثًا عن بقايا من العصر الحجري الحديث في عام 1865، مع أعمال التنقيب التي قام بها عالم الحفريات الإيطالي أرتورو إيسيل. تم إجراء حفريات في عام 1892 من قبل جون هـ. كوك. تم تخزين الجزء الأكبر من هذه المواد في مالطا، بينما تم إرسال مجموعة مقارنة إلى المتحف البريطاني. تمت دراسة هذه المادة من قبل فورسيث ماجور في عام 1902، الذي عزل نوعًا قزمًا جديدًا من فرس النهر القزم المنقرض، Hippopotamus melitensis، بناءً على هذه النتائج.
تم إدراج الكهف في قائمة الآثار لعام 1925، ولكن لم يتم فتحه للجمهور حتى مارس 1933. تم إنشاء متحف في الموقع من قبل أمين التاريخ الطبيعي آنذاك، جوزيف بالداشينو. في غضون عام من تعيينه أمينًا في عام 1935، نشر بالداشينو كتيبًا عن الكهف، يسلط الضوء على الحفريات والتحقيقات الرئيسية في الكهف. تمت ترقية المتحف ببطء، واستبدلت العينات الجديدة القديمة، وتم وضع نظام وضع العلامات.
المعروضات حول جدران متحف غار الظلام بقايا هيكلية عُثر عليها في الكهف. يتم تنظيمها حسب الأنواع والنوع. تحتوي واجهات العرض في وسط غرفة المتحف على هياكل عظمية كاملة لأمثلة حديثة من الغزلان والفيلة وأنواع أخرى. لم يتم العثور على هذه في الكهف، ولكن تم استيرادها كعينات مرجعية لاستخدام العلماء الذين يعملون على الأمثلة الأحفورية.
تم استخدامه كمأوى ضد الغارات الجوية خلال الحرب العالمية الثانية. في عام 1980، والآثار الأكثر أهمية والتي لا يمكن تعويضها مثل أربعة أنياب لأفيال قزمية وجمجمة طفل من العصر الحجري الحديث سرقت من المتحف.
تم فحص الكهف في عام 1987 تحت إشراف إيمانويل أناتي، أستاذ علم الحفريات في جامعة سالينتو. اكتشف فريقه من علماء الآثار الإيطاليين فن الكهوف من العصر الحجري القديم الذي يصور الأيدي البشرية، والأنثروبوزومورفيك، والعديد من التصاميم الحيوانية من أسفل التكوينات الصخرية. يصور البعض الأفيال التي انقرضت في المنطقة المالطية منذ العصر الجليدي. تم تدمير معظم هذه المكتشفات بسبب التخريب في العصر الحديث.
يبلغ طول الكهف حوالي 144 متر (472 قدم) عمقًا ولكن أول 50 متر (160 قدم) متناول الزوار. المتحف، الذي لا يزال يعرض ثروة رائعة من الاكتشافات من عظام الحيوانات إلى القطع الأثرية البشرية، هو المدخل إلى المنطقة بأكملها.
يتم تشغيل كهف ومتحف غار الظلام بواسطة وكالة هيريتاج الوطنية. في عام 2019، تم الإعلان عن مشروع لتحسين إمكانية الوصول المادي بين غار الظلام ومجمع كاتشاتورا وموقع برج الناظور الأثري ومواقع أخرى قريبة من بعضها البعض.

## علم الطبقات
يتكون الكهف من ست طبقات.

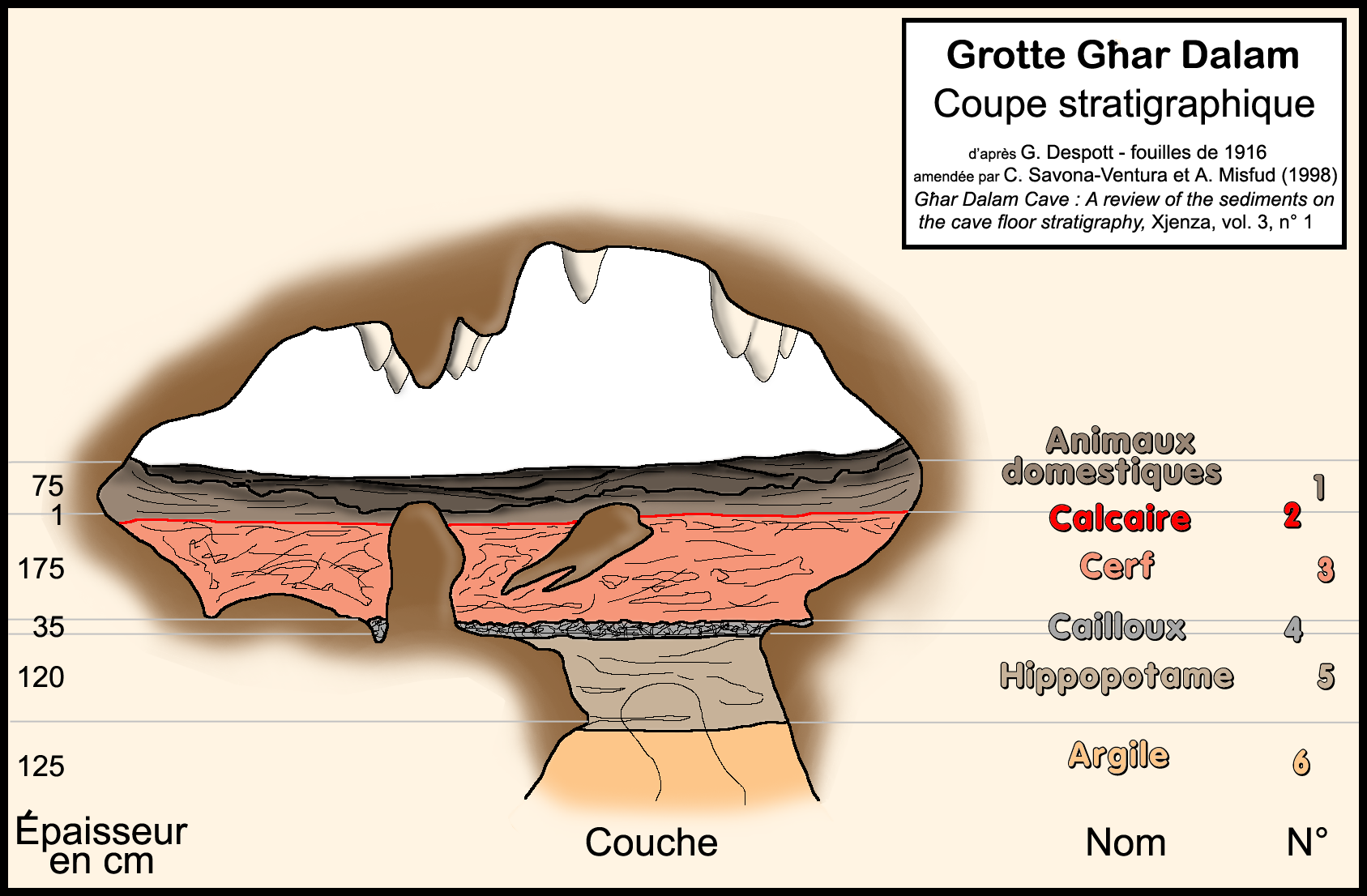
طبقية غار ظلام

1. طبقة الحيوانات الأليفة (حوالي 74 سم). تحتوي هذه الطبقة بشكل رئيسي على حيوانات مزرعة مثل الأبقار والخيول والأغنام والماعز. توجد هنا بقايا بشرية، مثل الفخار والصوان والأدوات والحلي أو التمائم.
2. ورقة جيرية (حوالي 0.6 سم).
3. طبقة الغزلان (حوالي 175 سم). يُشتق الغزال القزم الموجود في هذه الطبقة من الأيل الأحمر (Cervus elaphus). تُعرف أعداد صغيرة من الحيوانات آكلة اللحوم من هذه الطبقة، وهي الدب البني والثعلب الأحمر والذئب. كما تم العثور على البجع الكبير والسلاحف والفئران العملاقة.
4. طبقة حصاة (حوالي 35 سم). تتكون هذه الطبقة بالكامل من الصخور الصغيرة والحصى. إنها مؤشرات على نهر يتدفق عبر الكهف. الحجارة كبيرة جدًا، حيث كان نهرًا سريع التدفق.
5. طبقة فرس النهر (حوالي 120 سم). تتكون هذه الطبقة بشكل رئيسي من فرس النهر القزم المنقرض (Hippopotamus melitensis). الأنواع الأخرى التي تم العثور عليها هي الفيل القزم والزغبة العملاقة.
6. طبقة طينية خالية من العظام (حوالي 125 سم). لم يتم العثور على عظام في هذه الطبقة، فقط بعض طبعات المواد النباتية

## روابط خارجية
- الجرد الوطني للممتلكات الثقافية للجزر المالطية
- وصف الكهف
- كهف ومتحف غار ظلام - قم بزيارة مالطا